# Rollerball (film, 2002)
Pour les articles homonymes, voir Rollerball.
Pour plus de détails, voir Fiche technique et Distribution.
Rollerball est un film nippo-germano-américain réalisé par John McTiernan, sorti en 2002. Il s'agit d'un remake de Rollerball de 1975, et une seconde adaptation de la nouvelle Meurtre au Jeu de Boules (Roller Ball Murders) de William Harrison (en), publiée en 1973.

## Synopsis
En 2005, Jonathan Cross est la star de l'équipe américaine du jeu le plus violent qui soit : le rollerball. Avec Marcus Ridley, son ami d'enfance, et la belle Aurora, il déchaîne les foules.
Chaque nouvelle partie augmente leur célébrité et la richesse d'Alexi Petrovich, le créateur de ce jeu où (presque) tous les coups sont permis. Pour Jonathan et ses amis, l'argent coule également à flots.
Pourtant, le jeune homme découvre rapidement que derrière ce divertissement se cache une réalité bien plus inquiétante. Alexi Petrovich, prêt à tout pour garantir le succès du rollerball, n'hésite pas à y inclure de nouveaux rebondissements au détriment des joueurs, qui lui servent de pions.

## Fiche technique
- Titre original : Rollerball
- Réalisation : John McTiernan
- Scénario : Larry Ferguson et John Pogue, d'après la nouvelle Roller Ball Murder de William Harrison (en)
- Musique : Éric Serra
- Directeur de la photographie : Steve Mason
  - Prises de vues additionnelles : Adam Holender
- Montage : Robert K. Lambert et John Wright
- Décors : Dennis Bradford et Norman Garwood
- Costumes : Kate Harrington
- Production : John McTiernan, Charles Roven et Beau St. Clair
  - Producteur délégué : Michael Tadross
- Sociétés de production : Atlas Entertainment, Helkon Media AG, Metro-Goldwyn-Mayer, Mosaic Media Group, Toho-Towa, Yorktown Productions
- Distribution : Metro-Goldwyn-Mayer, Columbia Pictures
- Pays d'origine :  États-Unis,  Japon,  Allemagne
- Genre : action, science-fiction
- Durée : 99 minutes
- Format : Couleur (DeLuxe) - Son : Dolby Digital, DTS, SDDS - 2,35:1
- Budget : 70 millions de dollars[1]
- Dates de sortie[2] : 
  - États-Unis : 8 février 2002
  - France : 13 mars 2002
  - Allemagne : 28 mars 2002
  - Japon : 11 mai 2002
  - Belgique : 22 mai 2002
  - Classification : Interdit aux moins de 12 ans lors de sa sortie en salles en France

## Distribution
- Chris Klein (VF : François Huin) : Jonathan Cross
- Jean Reno (VF : lui-même) : Alexis Petrovich
- LL Cool J (VF : Lucien Jean-Baptiste) : Marcus Ridley
- Rebecca Romijn : Aurora
- Naveen Andrews (VF : Bernard Gabay) : Sanjay
- Oleg Taktarov : Denekin
- David Hemblen (VF : Vania Vilers) : Serokin
- Janet Wright : Coach Olga
- Andrew Bryniarski : Halloran
- Kata Dobó : Katya
- Lucia Rijker : la no 9 de l'équipe rouge
- Kevin Rushton : le joueur équipe rouge
- Slipknot
- Pink : la chanteuse rock
- Shane McMahon : le magnat des médias
- Paul Heyman : un annonceur anglais

## Production
Le scénario s'inspire du film Rollerball de 1975 et de la nouvelle Meurtre au jeu de boules (Roller Ball Murders) de William Harrison, publiée en 1973. Le scénario initial était davantage axé sur le commentaire social. Cependant, le réalisateur John McTiernan pense que le public voudra voir plus de scènes de rollerball. Ainsi, le script est retravaillé avec plus de scènes d'action dans un style inspiré de la World Wrestling Entertainment.
Le premier choix pour incarner Jonathan Cross était Keanu Reeves.
Le tournage dure 15 semaines, entre juillet et novembre 2000. Il se déroule au Canada (Lethbridge, Montréal, Blainville) ainsi que dans le Wyoming (Sheridan), dans le Minnesota (Saint Paul), en Californie (San Francisco) et dans l'État de New York (Yonkers).
Courant 2001, une projection test a lieu à Las Vegas. À la suite de très mauvaises réactions, la MGM ordonne des reshoots, notamment pour obtenir une interdiction PG-13 qui permettrait de viser un public plus large. Le tournage de ces scènes supplémentaires a donc lieu courant 2001, durant environ deux semaines.

## Bande originale
La musique du film était initialement composée par Brian Wayne Transeau. Cependant, à la suite de projections test désastreuses, il est remplacé par Éric Serra. Un album est sorti en 2002 avec ses compositions et quelques chansons rock du film
Listes des titres de l'album
1. Eghnev - 2:49
2. Letzgo - 3:27
3. Body Go (interprété par Hardknox) - 3:50
4. Kornovol - 0:56
5. Kwinsky - 3:45
6. Orora - 2:00
7. Serokin - 3:03
8. Koshmor - 1:43
9. It's A Show Time (interprété par Rappagariya) - 4:16
10. Blootim - 2:25
11. I Am Hated (interprété par Slipknot) - 2:37
12. Shreflov - 2:12
13. Reitnov - 6:50
14. Oportu - 3:14
15. Baroof - 6:06
16. Enoff - 4:06
17. Panchoff - 2:00
18. Ride (interprété par Beautiful Creatures) - 3:08

Chansons présentes dans le film
- Boom – P.O.D.
- Told You So – Drowning Pool
- Millionaire – Rappagariya
- I Am Hated – Slipknot
- Feel So Numb – Rob Zombie
- Keep Away – Godsmack
- Insane in the Brain – Sen Dog
- Flashpoint – Fear Factory
- When I Come Around – Green Day
- Crawling in the Dark – Hoobastank
- Time to Play – Pillar
- Never Gonna Stop (The Red Red Kroovy) – Rob Zombie

## Accueil

### Critique
Le film reçoit des critiques très mauvaises. Sur l'agrégateur américain Rotten Tomatoes, il récolte 3% d'opinions favorables pour 117 critiques et une note moyenne de 2,55⁄10. Sur Metacritic, il obtient une note moyenne de 14⁄100 pour 28 critiques.
Sur le site français Allociné, qui recense 14 titres de presse, il enregistre une note moyenne de 2,7⁄5.

### Box-office
Le film est un échec commercial : il ne rapporte que 25 852 764 dollars dans le monde, pour un budget de 70 millions de dollars. En France, Rollerball ne totalise que 314 076 entrées, dont 55 145 à Paris.

## Distinctions
- Golden Trailer Awards 2003 : nomination au prix Intralink Film Graphic Design[10]
- Razzie Awards 2003 : nomination au prix de la pire actrice dans un second rôle pour Rebecca Romijn

## Controverse
Durant la production du film, John McTiernan a recours aux services du détective privé Anthony Pellicano. Ce dernier met en place un procédé d'écoute afin de surveiller les propos du producteur Charles Roven. Le réalisateur désire alors connaître les véritables intentions du producteur à propos du film, pour s'en prémunir. Le détective privé avait déjà travaillé pour John McTiernan au moment de son divorce avec Donna Dubrow en 1997. Roven et Dubrow, entre autres, porteront plainte contre ces écoutes. 
À partir de 2006, impliqué dans  « l'affaire des écoutes illégales Pellicano », et de surcroît dans l'impossibilité de trouver des assurances pour tourner, il est contraint de mettre sa carrière de réalisateur entre parenthèses. Il est accusé d'avoir menti sous serment (perjury) au FBI, affirmant qu'il n'avait pas eu recours aux services de Pellicano — or ce dernier a été condamné pour ses pratiques et son  port d'arme illégal. En août 2012, McTiernan est condamné à un an de prison après avoir vu son appel rejeté par la Cour Suprême : il doit accomplir sa peine qui est d'un an de prison ferme,. Il est emprisonné du 3 avril 2013 au 25 février 2014.